# Póntico (mártir)
Póntico de Lugduno o Póntico de Lugdunum fue un joven de quince años martirizado en 177 junto a un grupo de otros cristianos, entre ellos San Potino y Santa Blandina, esto durante la persecución religiosa en Lyon. 
Eusebio de Cesarea en su Historia eclesiástica libro V detalla la persecución religiosa y los acontecimientos que se dieron contra las comunidades cristianas en la región de Lyon y Vienne en tiempos del emperador Marco Aurelio. Y allí se cita, entre otros a Póntico y a Blandina, que fueron los últimos en morir en las arenas del anfiteatro de Lyon.
Es venerado en la Iglesia católica como mártir y su memoria litúrgica tiene lugar cada 2 de junio.